# Epithemis
Genre
Epithemis est un genre de la famille des Libellulidae appartenant au sous-ordre des anisoptères dans l'ordre des odonates. Il ne comprend qu'une seule espèce : Epithemis mariae.

## Espèce du genreEpithemis
- Epithemis mariae (Laidlaw, 1915)